# Rafael Alexander Luke Sosa
Rafael Alexander Luke Sosa (Lima, Perú, 12 de mayo de 1999) es un futbolista peruano. Juega como lateral derecho y su equipo actual es Club Sporting Cristal de la Liga 1 de Perú.Es internacional absoluto con la Selección Peruana de Fútbol.
Inició su carrera deportiva en las canteras de Club Universitario de Deportes en 2012.
Con el Equipo de Reservas del Club Sporting Cristal, Rafael Sosa ha ganado 2 títulos nacionales, entre ellos Torneos de Promoción y Reserva 2016.

## Biografía
Nació el 12 de mayo de 1999, en el Distrito de Miraflores. Durante su infancia, Rafael, desarrolló su amor por el fútbol gracias al fútbol callejero con el peruano declarando más de una vez que el futbol lo ayudó a desarrollar sus técnica y habilidades para mejorar su juego.

## Trayectoria

### Categorías inferiores

#### Sporting Cristal (2016-2019)
Rafael Sosa, formó parte de los equipos menores del Sporting Cristal entre 2016 y 2019. Con el club ganó dos títulos nacionales: Torneos de Promoción y Reserva 2016. También ganó 3 torneos cortos en 2018: Verano, Apertura y Clausura.

### Resumen según posiciones obtenidas a nivel club
| Torneo               | Año  | Club                                         | Resultado | Partidos | Goles | Asistencias |
| -------------------- | ---- | -------------------------------------------- | --------- | -------- | ----- | ----------- |
| Torneos de Promoción | 2016 | Equipo de Reservas del Club Sporting Cristal | Final     | 9        | 5     | 2           |